# Moulin Bas
Le moulin Bas est un monument historique situé à Walheim, dans le département français du Haut-Rhin.

## Localisation
Ce bâtiment est situé au 26, rue du Stade à Walheim.

## Historique
L'édifice fait l'objet d'une inscription au titre des monuments historiques depuis 1997.